# Parata di primavera
Parata di primavera (Spring Parade) è un film del 1940 diretto da Henry Koster. È il remake di Parata di primavera (Frühjahrsparade), film del 1934 di Géza von Bolváry.

## Trama
Ilonka Tolnay è una ragazza ungherese di campagna a cui un giorno una cartomante profetizza che nella vicina Vienna incontrerà qualcuno di molto importante e troverà l'amore della sua vita. Ilonka non prende la predizione sul serio, ma meno di 24 ore dopo, per caso, è già in viaggio verso la metropoli. Appena arrivata, fa amicizia con il pasticciere Ladislaus Tescheck, fornitore della Casa Imperiale austriaca che la assume come apprendista nel suo laboratorio. In seguito ad alcuni equivoci, Ilonka il soldato tamburino Harry Marten, che in realtà pensava di dover conoscere un'altra ragazza. I due giovani si conoscono meglio in una taverna e alla fine si innamorano. Harry sogna di diventare un compositore ma le rigide regole dell'esercito gli impediscono di farlo. Ilonka, per aiutare Harry, nasconde lo spartito di uno dei suoi valzer nella fornitura settimanale di dolci di Ladislaus destinata all'imperatore Francesco Giuseppe. L'imperatore, incuriosito, concede quindi a Ilonka di cantare alla sua presenza il valzer composto da Harry e, compiaciuto dalla musica e dall'esibizione di Ilonka, dà ai due giovani la sua benedizione per le loro nozze, realizzando così la profezia della cartomante.

## Produzione
Il film fu prodotto dall'Universal Pictures.

## Distribuzione
Distribuito dall'Universal Pictures, il film uscì nelle sale cinematografiche statunitensi il 27 settembre 1940.

## Premi e riconoscimenti
- Candidatura all'Oscar alla migliore fotografia 1941 in bianco e nero per Joseph A. Valentine
- Candidatura all'Oscar alla migliore colonna sonora 1941 (adattamento) per Charles Previn
- Candidatura all'Oscar alla migliore canzone 1941 per Waltzing in the Clouds, musica di Robert Stolz e parole di Gus Kahn
- Candidatatura all'Oscar al miglior sonoro 1941 per Bernard B. Brown e per il dipartimento suono dell'Universal Studio